# Volley Köniz
Volley Köniz ist ein Schweizer (Frauen-)Volleyballverein aus Köniz. Er entstand aus dem VBC Köniz, welcher 1970 gegründet wurde. Die erste Mannschaft spielte von 1996 bis 2018 in der „Nationalliga A“ und wurde in dieser Zeit sechsmal Schweizermeister und viermal Swiss-Cup-Sieger. Von 1999 bis 2008 trat man unter dem Sponsornamen Zeiler Köniz an und war 2003 Finalteilnehmer im europäischen Top Teams Cup. Von 2016 bis 2020 lautete der Teamname des Fanionteams Edelline Köniz. Aktuell spielen die Frauen in der schweizerischen „Nationalliga B“ und tragen ihre Heimspiele in der neuen Sporthalle Weissenstein in Bern aus.
Teamübersicht Frauen Saison 2022/23:
- Nationalliga B
- 1. Liga
- 2. Liga
- 3. Liga (a)
- 3. Liga (b)
- 5. Liga (a)
- 5. Liga (b)
- U17-1
- U17-2 (a)
- U17-2 (b)
- U19-1
- U19-2 (a)
- U19-2 (b)
- U23-1
- U23-3